# Aron Ralston
Aron Lee Ralston (Marion, Ohio, 27 de octubre de 1975) es un montañero estadounidense y orador público. Saltó a la fama en mayo de 2003 cuando, descendiendo barrancos en Utah, se vio obligado a amputarse el brazo derecho con una navaja «multiusos» sin filo con el fin de liberarse, después de que su antebrazo quedara atrapado por una roca.
El incidente se documenta en la autobiografía de Ralston de 2004 titulada Entre la espada y la pared, y es el tema de la película de 2010 127 horas.

## Vida privada
Ralston, un graduado de Cherry Creek High School y un estudiante de ingeniería mecánica y francés en la Universidad Carnegie Mellon, fue miembro de las sociedades de honor Phi Beta Kappa y Tau Beta Pi. En el Carnegie Mellon, trabajó como asistente de enfermería, estudió en el extranjero, y fue un participante activo de deportes intramuros. Dejó su trabajo como ingeniero mecánico con Intel en 2002 para subir todos los Colorado fourteeners, o picos de más de 14 000 pies de altura durante la temporada de invierno. 
En agosto de 2009, se casó con Jessica Ralston Trusty, y su primer hijo (Leo), nació en febrero de 2010.

## Accidente
En 2003, mientras estaba en un viaje de senderismo en Blue John Canyon (cerca de Moab, Utah), una roca se desprendió, aplastando su brazo derecho y atrapándolo contra la pared del cañón. Ralston no había contado a nadie sus planes de ir de excursión y sabía que nadie estaría buscándolo. Pasó 127 horas sorbiendo lentamente su pequeña cantidad de agua restante tratando de sacar su miembro, aunque lamentablemente sus esfuerzos fueron inútiles. Con el tiempo se quedó sin agua, así que, suponiendo que iba a morir, decidió tallar su nombre, fecha de nacimiento y la presunta fecha de la muerte en la pared del cañón de piedra arenisca, y grabó en vídeo un último adiós a su familia.
Después de cinco días tratando de levantar y romper la roca, el deshidratado y delirante Ralston se dispuso a amputar el miembro atrapado con el fin de escapar. Aunque nunca nombró al fabricante de la herramienta, lo describe como «lo que obtendrías si compraras una linterna de 15$ y te regalaran una herramienta multiuso». Después de liberarse, desesperado por beber un poco de agua, se vio obligado a beber agua incluso de un charco de agua sucia. Pero todavía estaba a veintisiete kilómetros de su vehículo, y no tenía teléfono móvil. Tuvo que hacer rapel en una escarpada pared de 65 pies (19,812 m.) y luego caminó por el cañón bajo el caluroso sol del mediodía. Tuvo que seguir caminando deshidratado, hambriento y moribundo, tanto que cayó al suelo varias veces, y más la presión de que los buitres carroñeros ya estaban empezando a volar sobre él. En el camino se encontró a tres turistas, Eric Meijer, Monique y su hijo Andy, quienes le dieron agua y alertaron a las autoridades. Fue finalmente rescatado por un equipo de búsqueda en helicóptero seis horas después de la amputación de su brazo, el cual fue retirado de debajo de la roca y recuperado por las autoridades del parque para ser posteriormente incinerado por el propio Ralston. Luego regresó a la escena del accidente con Tom Brokaw seis meses más tarde, en su cumpleaños, por dos razones: para filmar el episodio de NBC Dateline de su accidente, y para esparcir allí las cenizas de su brazo donde él dice, «que pertenecen.»

## Consecuencias del accidente

### Turismo de montaña y aventura
Ralston todavía sube montañas prolíficamente, incluyendo una expedición en 2008 al Nevado Ojos del Salado en Chile y al Monte Pissis en Argentina. En 2005, Ralston se convirtió en la primera persona en escalar las 53 montañas del Colorado, de más de 14 000 pies de altura, en invierno, un proyecto que comenzó en 1998 y que reanudó después de su amputación en Blue John Canyon.
En 2008, subió en solitario el Denali.
En 2009, dirigió una expedición con sus amigos en el río Colorado a través del Gran Cañón, y subió el monte Kilimanjaro en Tanzania.

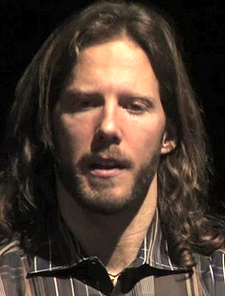
Ralston en 2008.

Si bien todavía Ralston tiene la intención de escalar el Monte Everest algún día, él no estaba de acuerdo con el explorador polar Eric Larsen en su expedición «Salvar Los Polos» en 2010, como se informó previamente.

### Apariciones en los medios de comunicación
Después del accidente, Ralston hizo numerosas apariciones. El 21 de julio de 2003, Ralston apareció en The Late Show con David Letterman. El 6 de octubre de 2005, Ralston apareció en The Late Late Show con Craig Ferguson. El 10 de septiembre de 2004, la historia de Ralston fue presentada en una edición de dos horas de Dateline NBC llamado «Días desesperados en Blue John Canyon.» Ralston ha aparecido dos veces en The Today Show, Good Morning America, The Tonight Show con Jay Leno, y The Late Show con David Letterman. También ha aparecido en The Ellen DeGeneres Show, CNN con Bill Hemmer, Anderson Cooper 360°, el sábado por la mañana CNN y CNBC con Deborah Norville. También participó en el espectáculo de entrevistas Australiano Enough Rope.
Ralston fue nombrado Hombre del Año en la revista de moda masculina GQ y Persona del Año por Vanity Fair en 2003. En 2003, Aron fue nombrado la primera Estrella Brillante de la Perseverancia por la WillReturn Council of Assurant Employee Benefits.

### Otros proyectos
El 4 de mayo de 2007, Ralston se presentó en el Foro Económico Suizo y dio un discurso acerca de «cómo no perdió su mano, sino ganó su vida de nuevo.»
Ralston documentó su experiencia en un libro titulado «Entre la espada y la pared» (ISBN 0-7434-9281-1), publicado por Atria Books, el 7 de septiembre de 2004, que alcanzó el puesto #3 en la lista del New York Times de libros de no ficción. Alcanzó el #1 en Nueva Zelanda y Australia, y es el #7 superventas autobiográfico de todos los tiempos en el Reino Unido.

## 127 horas
El director de cine inglés Danny Boyle dirigió la película 127 horas sobre la historia de Ralston. El rodaje tuvo lugar en marzo y abril de 2010, con el lanzamiento en Nueva York y Los Ángeles el 5 de noviembre de 2010. Fox Searchlight Pictures financió la película. El actor James Franco desempeñó el papel de Ralston. La película recibió ovaciones en pie, tanto en el Festival de Cine de Telluride como en el Toronto International Film Festival. Algunos miembros del público en Toronto y, más recientemente, en Upstate, NY, se desmayaron debido al realismo de las escenas de la amputación. La película fue bien recibida por los críticos de cine. Una reseña de Rotten Tomatoes informa que el 93% de 143 críticos profesionales han dado a la película una crítica positiva, con una valoración media de 8,3 sobre 10.